# Sheykh Salleh
Sheykh Salleh (persiska: شيخ سله) är en ort i Iran.   Den ligger i provinsen Kermanshah, i den nordvästra delen av landet, 500 km väster om huvudstaden Teheran. Sheykh Salleh ligger 710 meter över havet och antalet invånare är 829.
Terrängen runt Sheykh Salleh är huvudsakligen kuperad, men norrut är den bergig. Runt Sheykh Salleh är det ganska tätbefolkat, med 72 invånare per kvadratkilometer. Närmaste större samhälle är Ozgoleh, 17,2 km söder om Sheykh Salleh. Omgivningarna runt Sheykh Salleh är i huvudsak ett öppet busklandskap.